# T-90
T-90（ロシア語：Т-90〈日本語音写例：テー ヂヴィノースタ）は、ソビエト連邦、およびロシア連邦が開発した第三世代主力戦車である。T-72をベースに大幅に改良してより高価なT-80U/UDのレベルに近づけた戦車で、1992年にロシア連邦軍が制式採用した。ロシアでの愛称は「ヴラジーミル/ウラジーミル（Влади́мир）」である。

## 開発の経緯
一般にT-90は、湾岸戦争で著しく低下したT-72を初めとするロシア製兵器の評価を挽回し、輸出市場拡大による外貨獲得を目的に開発されたモデルであると認識されている。ただし、後述する「T-72に、（より高性能な）T-80U/UDレベルの性能までに向上させる」とのコンセプトに則ったT-90に相当する戦車の開発は、湾岸戦争以前に着手されていた。またT-64とT-80がウクライナに存在する設計局と工場で製造されていたため、ソビエト連邦の崩壊により新規車輌やメンテナンスパーツの入手が不透明になったことも、開発の動機の一つであると考えられる。
1970年代半ば以降、ソ連は旧式化しつつあったT-55/T-62等を除いた第一線装備に限定しても、T-64/T-72/T-80と3種類の主力戦車を装備していたが、このうちT-72が高い信頼性で部隊から強い支持を集める一方、T-64、T-80は盛り込まれた数々の新機軸が災いし、整備に手間が掛かっていた。当然の如く「信頼あるT-72に、T-80に匹敵する攻撃力を付与して、大量装備するべき」との意見が運用側から寄せられ、T-72/T-80の改良作業と並行する形で新型戦車の開発が進められ、1989年、開発記号"オブイェークト188"と名付けられた試作戦車数輌が製造された。
各種試験の結果は上々であり、ソ連軍はオブイェークト188を「T-72BU」として1991年3月に制式採用した。しかしソ連崩壊による経済の混乱等もあって、量産型オブイェークト188の最初のロットがロールアウトしたのは1992年9月となった。同年10月に「T-90」の名称でロシア陸軍の制式装備として採用された。
量産開始以降は、ニジニ・タギルの産業合同「ウラルヴァゴンザヴォート」（ウラル貨車工場）で生産が行われている。

## 特徴

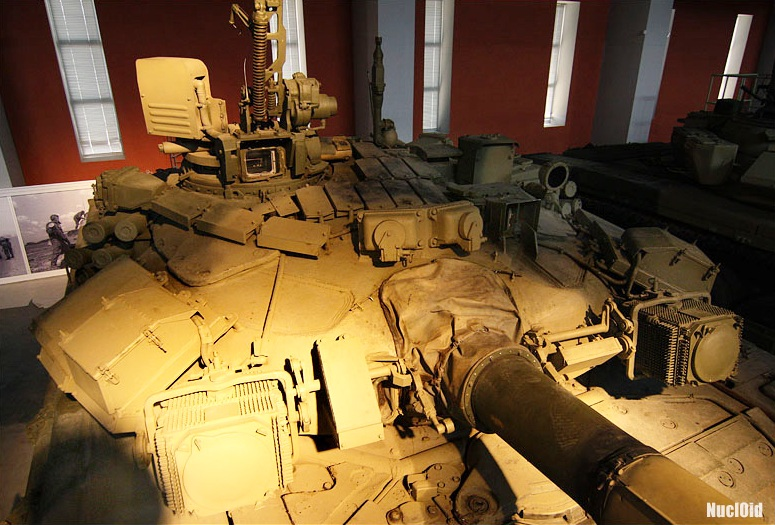
砲塔上面

主砲は2A46 125mm滑腔砲シリーズで、T-72の主砲を改良したものにあたる。T-90では2A46M-2を搭載し、T-90S ビーシュマ/T-90M ビーシュマでは2A46M-4、T-90A ウラジーミル/T-90M プラルィヴでは2A46M-5が搭載されている。APFSDS（装弾筒付翼安定徹甲弾）、HEAT（対戦車榴弾）、HE（榴弾）など、現代戦車では一般的な弾薬のほか、T-80で採用された9M119M レフレークス対戦車ミサイル（NATOコードネームではAT-11 Sniper）を発射できる。
主砲からミサイルを発射できるのは旧東側戦車の特徴で、レフレークスの場合、レーザーを戦車から目標に照射し、その反射を捉えてミサイルを誘導するセミアクティブレーザー方式を採用している。ミサイルの飛翔速度はマッハ1に達し、射程は約5,000 m。750 - 800 mm程度の装甲（均質圧延鋼板換算）を貫通するという。
これら弾薬とミサイルは自動装填装置により装填されるため、T-90に装填手は搭乗していない。
装甲などの防御装備も改良されており、積層装甲と新型の爆発反応装甲コンタークト5を採用している。
また、敵戦闘車輌や航空機などのFLIR（赤外線監視装置）や、赤外線誘導方式の対戦車ミサイルに対し、強力な赤外線を照射して妨害する能力や、敵のレーザー照射を妨害する能力を持ったミサイル警報装置を搭載しており、これらはTShU-1-7 シュトーラ-1防御システムと呼ばれている。
初期型のT-90ではT-72系列のエンジンを改良したV-84MSを装備していたが、出力が840馬力で、重量46.5トンのT-90にとっては必ずしも満足できるものではなかったため、現在ロシア軍が運用しているT-90AではV-92S2（1,000馬力）エンジンに置き換えられ、近年新たに採用されたT-90Mでは更にV-92S2F（1130馬力）に強化されている。

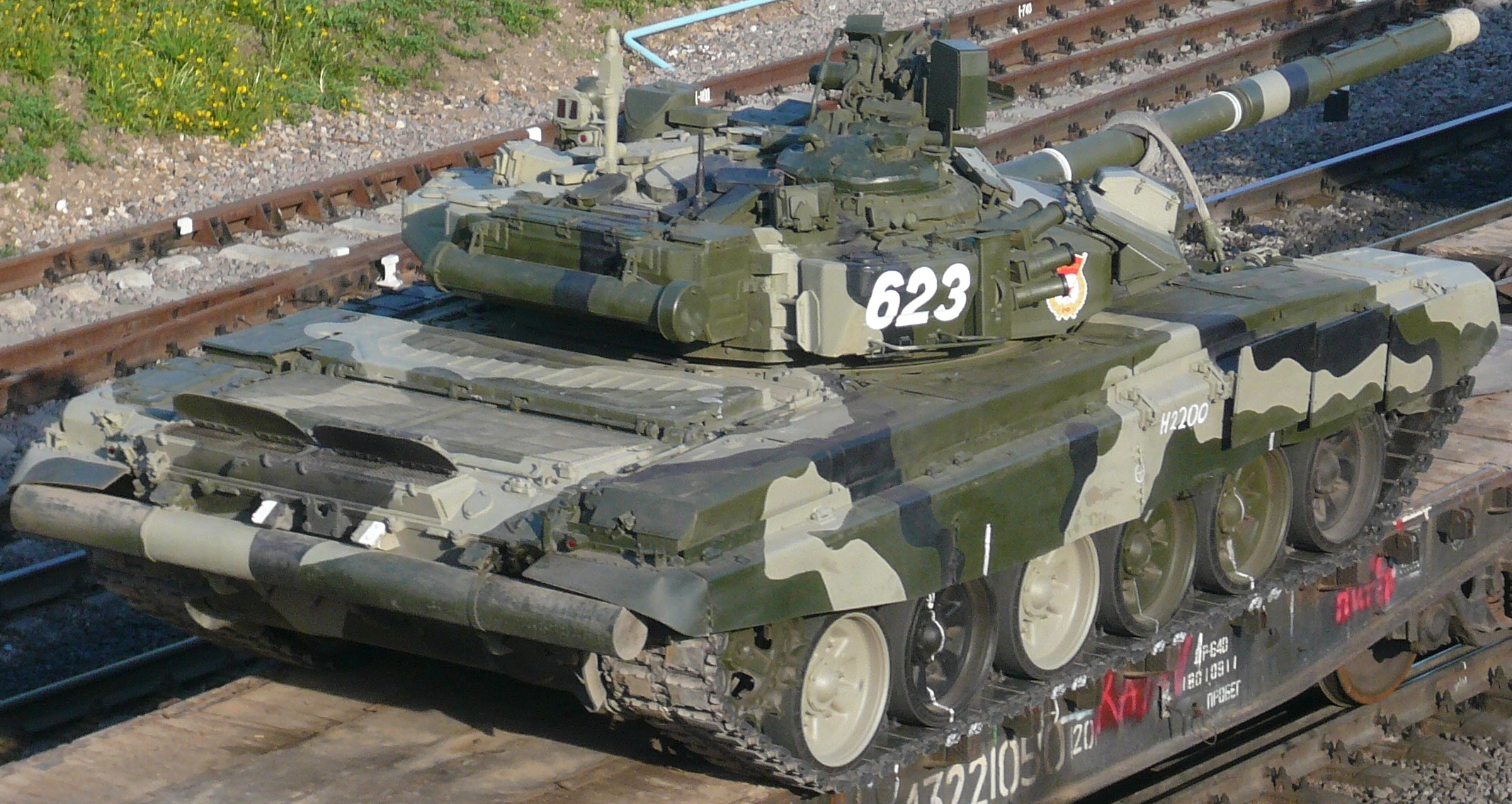
側面および背面
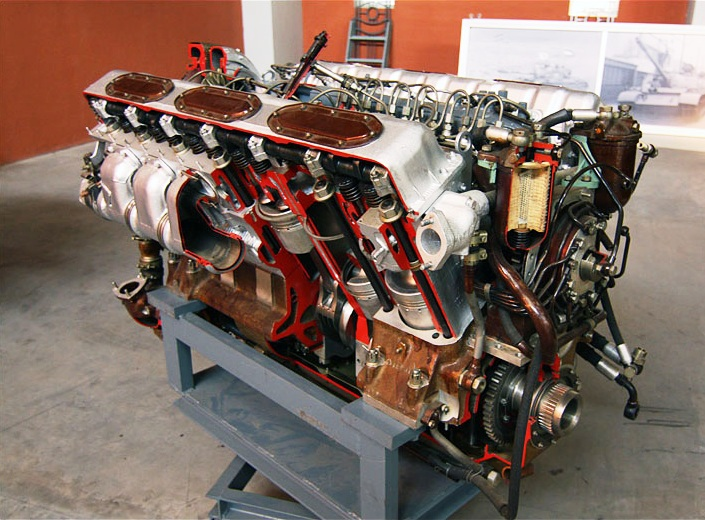
エンジンカットモデル

## 比較
|          | T-14                                      | T-90                                      | T-80U                                                       | T-80                               |
| -------- | ----------------------------------------- | ----------------------------------------- | ----------------------------------------------------------- | ---------------------------------- |
| 画像     |                                           |                                           |                                                             |                                    |
| 世代     | 第3.5世代                                 | 第3世代                                   | 第3世代                                                     | 第3世代                            |
| 全長     | 10.8 m                                    | 9.53 m                                    | 9.55 m                                                      | 9.55 m                             |
| 全幅     | 3.5 m                                     | 3.78 m                                    | 3.6 m                                                       | 3.6 m                              |
| 全高     | 3.3 m                                     | 2.23 m                                    | 2.2 m                                                       | 2.2 m                              |
| 重量     | 55 t                                      | 46.5 t                                    | 46 t                                                        | 42.5 t                             |
| 主砲     | 2A82-1M 125mm滑腔砲                       | 2A46M/2A46M-5 51口径125mm滑腔砲           | 2A46M-1/2A46M-4 51口径125mm滑腔砲                           | 2A46M-1/2A46M-4 51口径125mm滑腔砲  |
| 装甲     | 複合+爆発反応+ケージ （外装式モジュール） | 複合+爆発反応+ケージ （外装式モジュール） | 複合+爆発反応 （外装式モジュール）                          | 複合+爆発反応 （外装式モジュール） |
| エンジン | 液冷4ストローク X型12気筒ディーゼル       | 液冷4ストローク V型12気筒ディーゼル       | ガスタービン or 液冷2ストローク 対向ピストン6気筒ディーゼル | ガスタービン                       |
| 最大出力 | 1,350 - 2,000 hp                          | 840 - 1,130 hp                            | 1,000 - 1,250 hp                                            | 1,000 - 1,250 hp                   |
| 最高速度 | 80 – 90 km/h                              | 65 km/h                                   | 70 km/h                                                     | 70 km/h                            |
| 懸架方式 | 不明                                      | トーションバー                            | トーションバー                                              | トーションバー                     |
| 乗員数   | 3名                                       | 3名                                       | 3名                                                         | 3名                                |
| 装填方式 | 自動                                      | 自動                                      | 自動                                                        | 自動                               |

|          | T-72                                | T-64                                                       | T-62                                | T-55                                | T-54                                |
| -------- | ----------------------------------- | ---------------------------------------------------------- | ----------------------------------- | ----------------------------------- | ----------------------------------- |
| 画像     |                                     |                                                            |                                     |                                     |                                     |
| 世代     | 第2.5世代 （B型以降第3世代）        | 第2.5世代                                                  | 第2世代                             | 第1世代                             | 第1世代                             |
| 全長     | 9.53 m                              | 9.2 m                                                      | 9.3 m                               | 9.2 m                               | 9 m                                 |
| 全幅     | 3.59 m                              | 3.4 m                                                      | 3.52 m                              | 3.27 m                              | 3.27 m                              |
| 全高     | 2.19 m                              | 2.2 m                                                      | 2.4 m                               | 2.35 m                              | 2.4 m                               |
| 重量     | 41.5 t                              | 36～42 t                                                   | 41.5 t                              | 36 t                                | 35.5 t                              |
| 主砲     | 2A46M/2A46M-5 51口径125mm滑腔砲     | 2A21 55口径115mm滑腔砲 2A46M 51口径125mm滑腔砲 （A型以降） | U-5TS（2A20） 55口径115mm滑腔砲     | D-10T 56口径100mmライフル砲         | D-10T 56口径100mmライフル砲         |
| 装甲     | 複合 （B型以降爆発反応装甲追加）    | 通常                                                       | 通常                                | 通常                                | 通常                                |
| エンジン | 液冷4ストローク V型12気筒ディーゼル | 液冷2ストローク 対向ピストン5気筒ディーゼル                | 液冷4ストローク V型12気筒ディーゼル | 液冷4ストローク V型12気筒ディーゼル | 液冷4ストローク V型12気筒ディーゼル |
| 最大出力 | 780 - 1,130 hp/2,000 rpm            | 700 hp/2,000 rpm                                           | 580 hp/2,000 rpm                    | 580 hp/2,000 rpm                    | 520 hp/2,000 rpm                    |
| 最高速度 | 60 km/h                             | 65 km/h                                                    | 50 km/h                             | 50 km/h                             | 50 km/h                             |
| 懸架方式 | トーションバー                      | トーションバー                                             | トーションバー                      | トーションバー                      | トーションバー                      |
| 乗員数   | 3名                                 | 3名                                                        | 4名                                 | 4名                                 | 4名                                 |
| 装填方式 | 自動                                | 自動                                                       | 手動                                | 手動                                | 手動                                |

## 採用
T-90は一輌あたり約140万ドルと安価で、性能も優れていることから、他国に対しても積極的な売りこみが行われている。かつてソ連は「モンキーモデル」と呼ばれるオリジナルよりも性能の劣る仕様で他国へ兵器を売り込んでいたが、湾岸戦争での失敗もあって、T-90については、国防上の観点から最先端技術の輸出は行わないにしても、以前のような著しい劣化仕様とはみられていない。
2000年10月、ロシアとインドは「戦略的パートナーシップ宣言」に調印し、この中でT-90Sの約300輌（一部は回収戦車型）の売却と、インドでのライセンス生産について合意している。インドの隣国であるパキスタンがウクライナからT-80UDを導入していることから、T-90Sの導入はこれに対抗する意図があると見られている。インドの現地生産型T-90Sは「ビーシュマ」の愛称で呼ばれることになる。
一方で、北朝鮮の金正日が2001年8月にロシアのオムスクにある戦車工場を訪れた際には、ロシアはT-90の売却を拒否している。このため、北朝鮮ではT-62（天馬号/天馬虎）を基に、独自に「暴風号/暴風虎」という、T-90風の戦車を開発したという報道もあるが、詳細は明らかになっていない。
このほか、アルジェリアにもT-90SAが180輌輸出される。また、インドからはモロッコに330輌のT-90Sを輸出する契約が結ばれた。この他、リビア、イラン、シリア、インドネシアに対してもロシアやインドとの契約が結ばれたとされる。高性能であるがあまりに高価なT-80U系の車輌が販売不振であるのに対し、手頃なT-90は順調に輸出が進んでいるといえる。
イラク陸軍ではM1エイブラムスの整備性や経済効率への不満や、他の武装組織への貸与が禁止されているなど柔軟な運用ができないことから、代替としてT-90Sを73台購入した。
2020年、エジプトはロシアと、エジプト国内で主力戦車T-90MSを最大500輌生産することで合意した。エジプトは武器の調達先を多様化させる方針をとっているため、順調にT-90MSの国内組立が進捗して配備されれば、エジプト陸軍はすでに保有中の米国の主力戦車M1エイブラムスとロシアの主力戦車T-90MSを同時に運用する初めての国となる。
このように当初は輸出向けの生産が主であったものの、製造本国であるロシアにおいても、次期主力戦車として予定されていたT-95の開発が中止された一方で、現用のT-80Uもコストの高さと装備の複数化の弊害を理由に生産･配備の中止が決定し、ロシア連邦軍の主力戦車としてT-90の本格的な配備を決定した。今後、ロシア連邦軍は主力戦車をT-72の改良型とT-90で揃える方針である。
燃費はおおよそ、600m/lと思われる。

## 実戦と事故
シリア内戦においてT-90は、当初はロシア連邦軍のフメイミム空軍基地の警護用としてロシア軍にのみ運用されていると思われていたが、シリア政府軍側の報道やYouTube上でシリア政府軍にも供与されていることが明らかになった。
シリア政府軍に装備され第一線で活躍している車両の中には、対戦車ミサイルなどに撃破された車輌も存在するが、一方で、ERAが作動し小破で済んだ車輌や、直撃を受けて撃破されたものの新型砲塔とコンタークト5の相乗効果で貫徹は免れ、大規模な火災は発生せず、乗員が生存したケースも存在する。
また、イドリブ近辺の反政府勢力に一時的に鹵獲された車輛も存在する。
2020年9月に行われたロシアの多国間演習「コーカサス2020」で、演習で使用されたロシア製の対戦車ミサイル「9M113 コンクールス」が誤ってロシア陸軍のT-90Aに命中した。対戦車ミサイルはT-90Aの右側面後方に命中し、写真ではT-90Aの装甲は貫通していないが車体が黒く焦げているのが確認できる。また、砲塔旋回装置が損傷を受けていると見られる、などと報じるメディアも複数存在する。

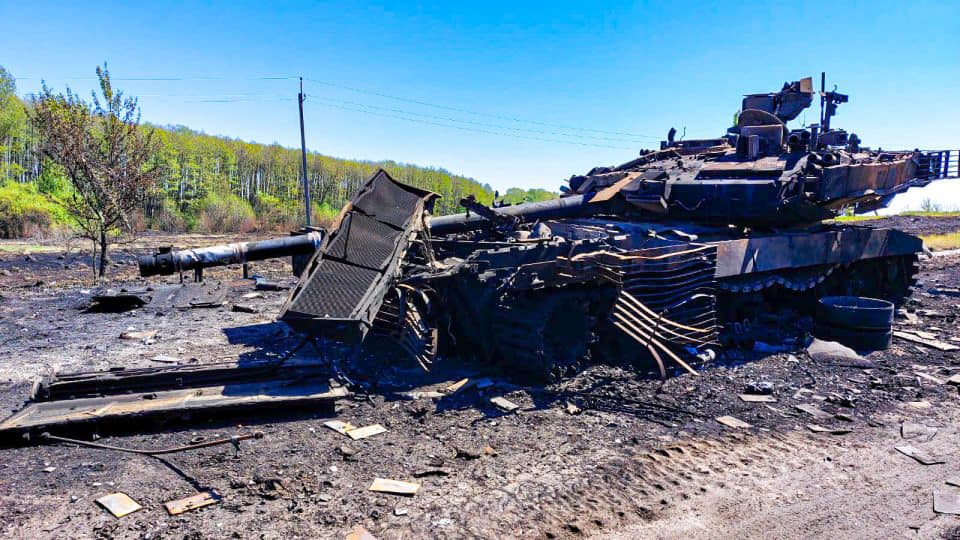
撃破されたT-90M／2022年ロシアのウクライナ侵攻時の2022年6月、ハルキウ州にて撮影。

2022年からのウクライナ戦争に際してロシア軍は主力であるT-72と共にT-90Aも投入したが、市街戦の多さからT-90Aも苦戦を強いられ、鹵獲や撃破も報告されている。4月後期には最新型のT-90Mプラルィヴの実戦投入が報告されたが、5月4日にハルキウで撃破されたT-90Mの画像がインターネットに投稿されている。9月18日には初めてT-90Mプラルィヴの鹵獲が確認された。ハルキウ州にて完全に無傷の状態で鹵獲されたという。また、2023年9月9日にも長らく激戦が続いたザポリージャ州ロボティーン近郊にて完全に無傷状態で鹵獲された。
2024年1月、アウディーイウカの戦いにて、ウクライナ軍のM2ブラッドレー歩兵戦闘車が25ミリ砲榴弾を連射して、ロシア軍のT-90戦車の車体外にある光学機器を破壊し乗組員に戦車を放棄させた。。
2023年以降稀ではあるがウクライナ装甲車両との交戦映像が度々確認されており、上記例のように敗北したケースのほか、M2ブラッドレー歩兵戦闘車/ストライカー装甲車/M113装甲兵員輸送車/BTR-60などを撃破したケースが存在する。また、戦車同士の交戦はその中でも稀だがT-90Aとウクライナ軍のT-72など(一部の映像は不鮮明につき車種不明)との交戦映像などがTelegram上に存在しており、今のところいずれもウクライナ軍戦車の被撃破に終わっている。

## バリエーション

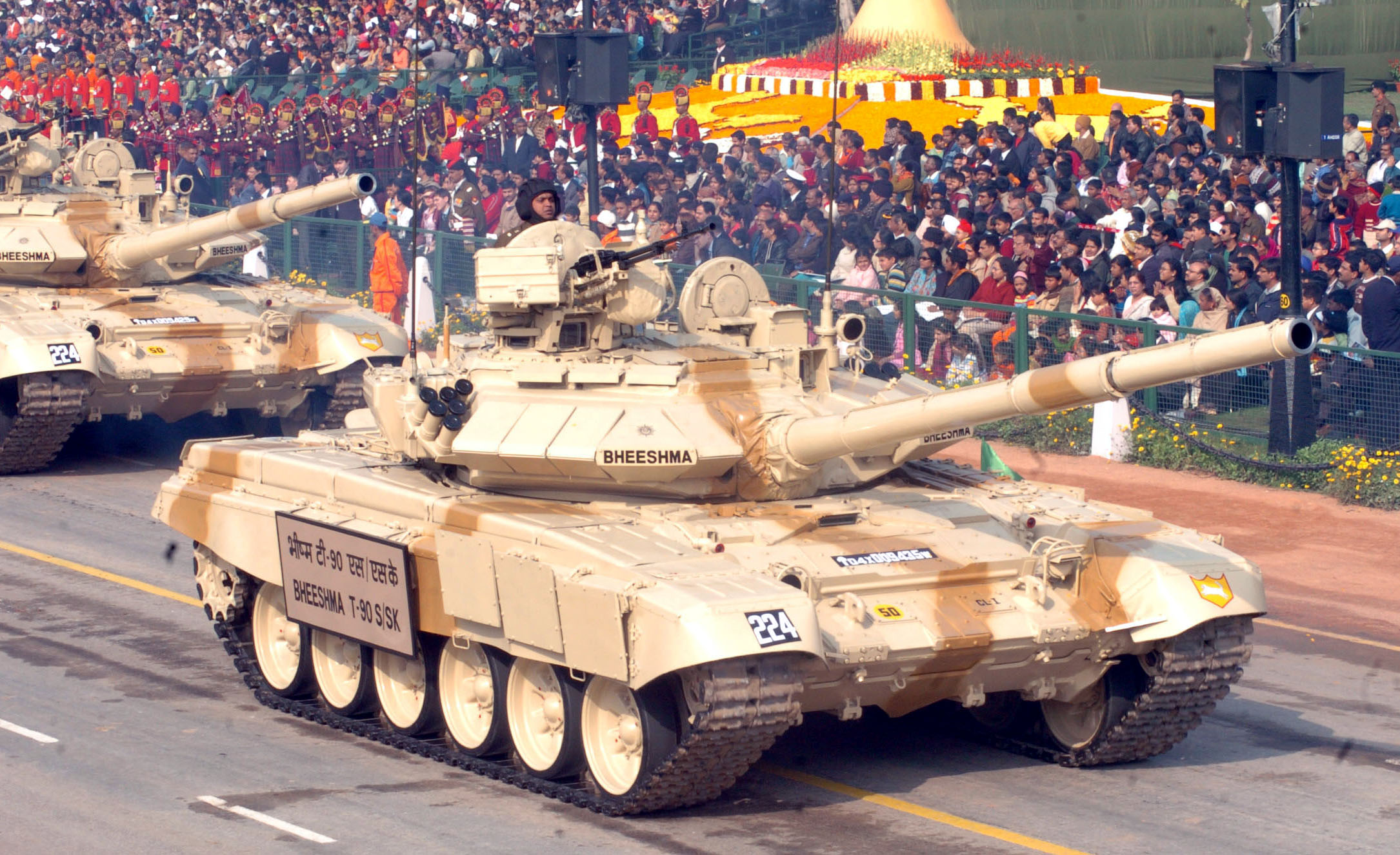
インド陸軍のT-90S ビーシュマ

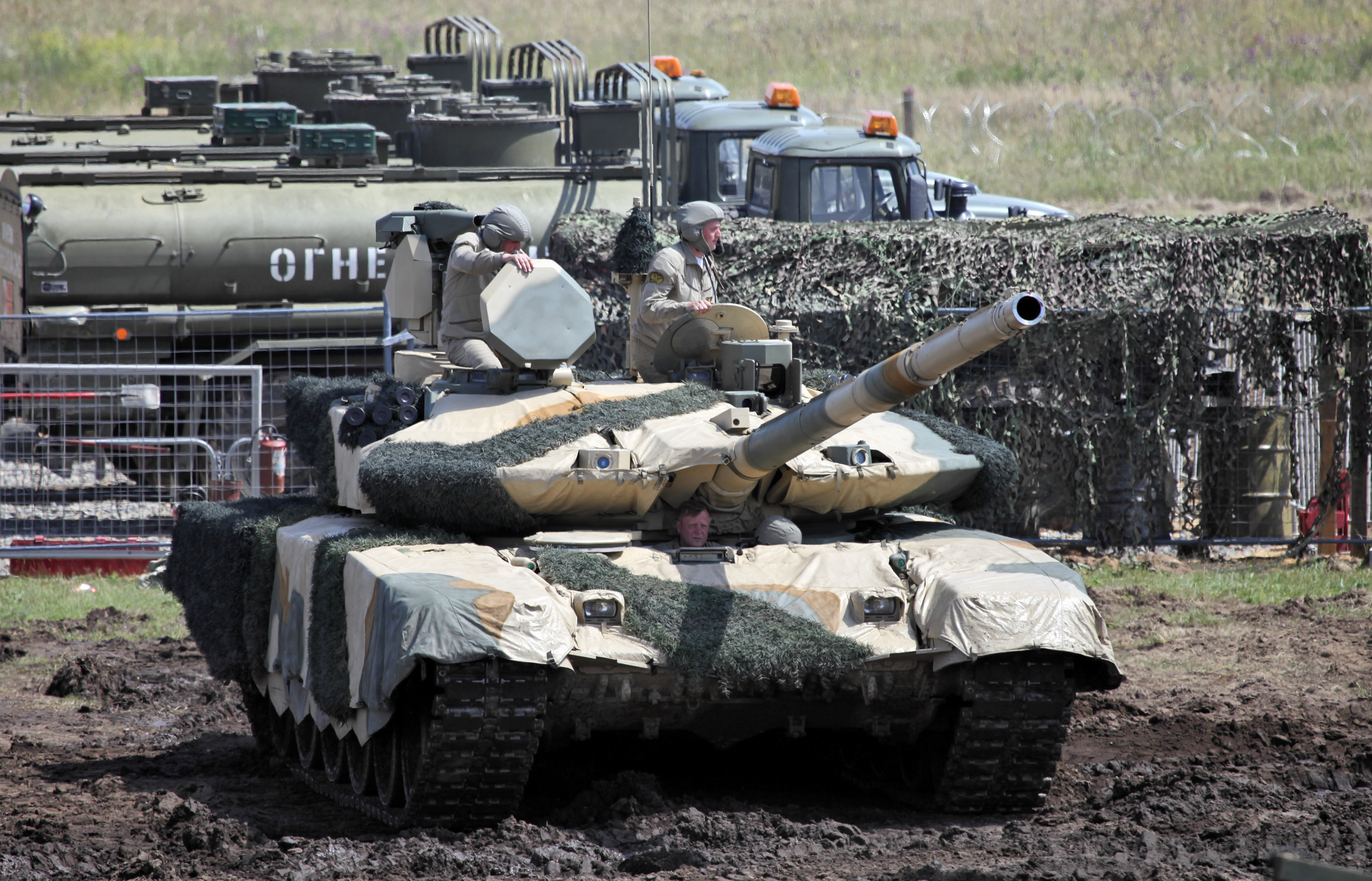
T-90MS

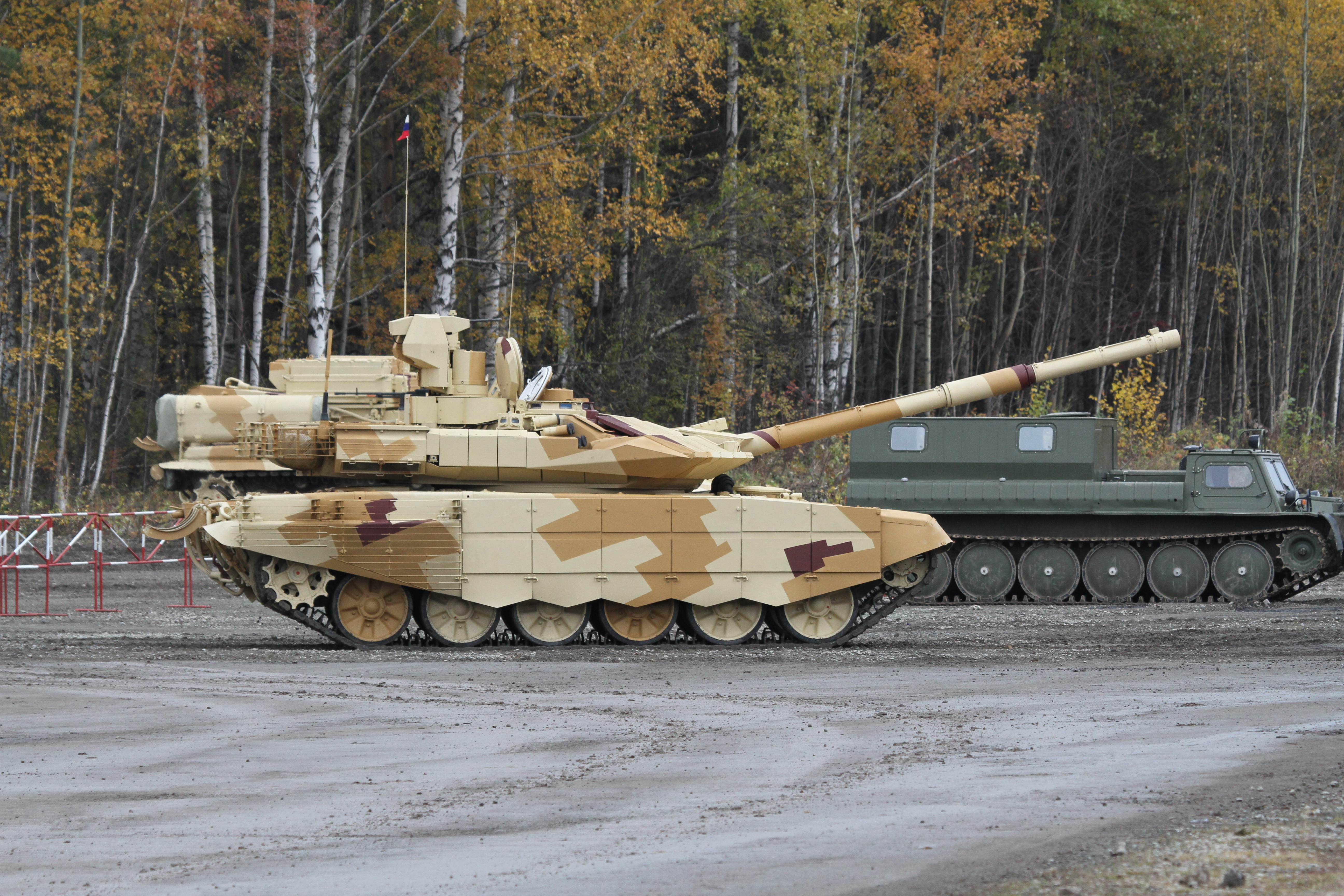
側面
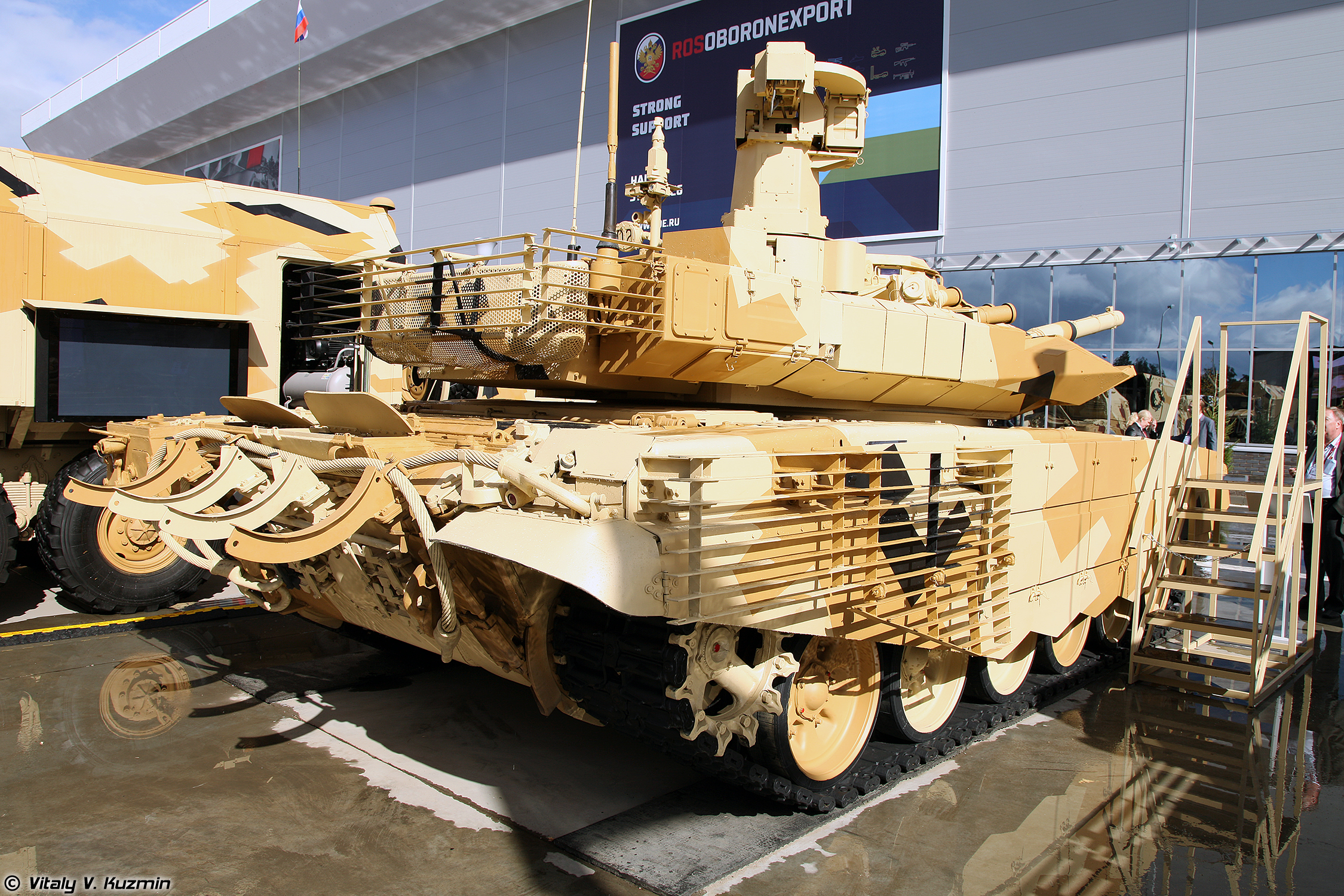
後部

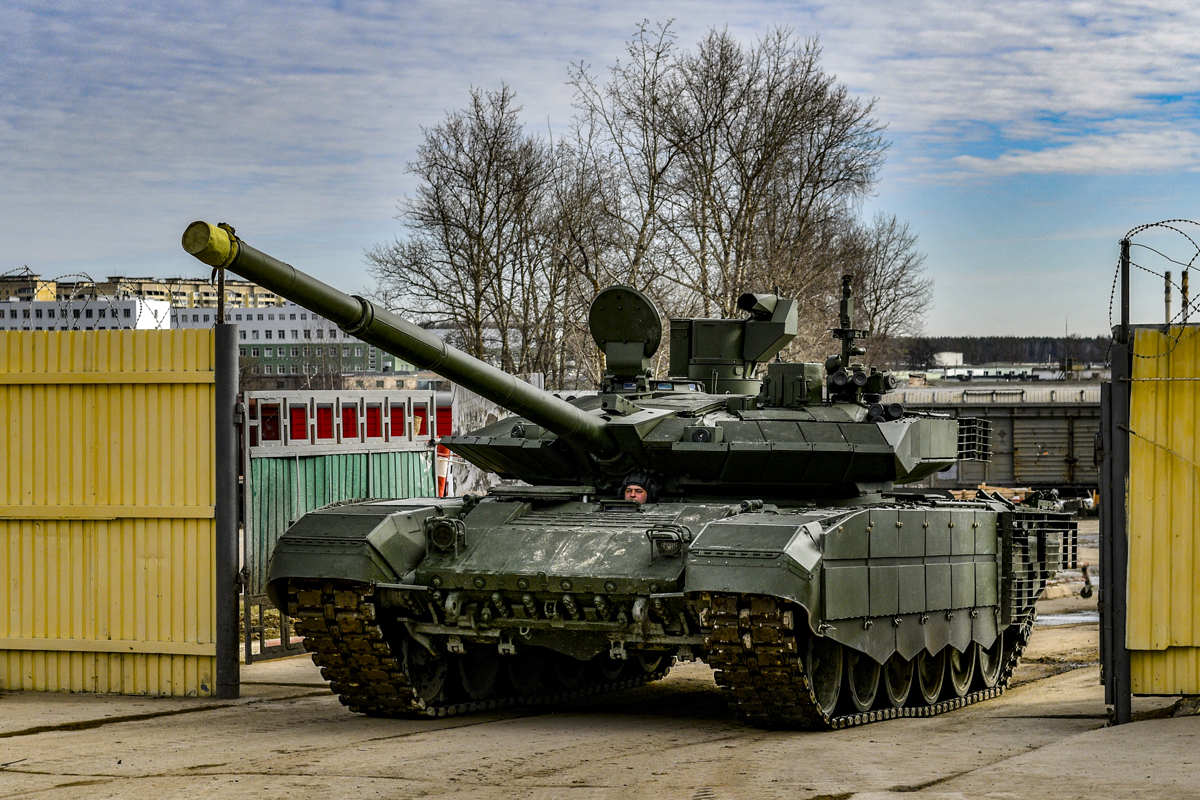
T-90M プラルィヴ

T-90
基本型。T-80Uで採用された射撃統制装置や車長・砲手用サイトを備える一方、コンタークト5爆発反応装甲とV-84MS（840馬力）エンジンを備えるなど、T-80Uの攻撃力を付与しつつ、防御力と機動力はT-72Bを踏襲した折版型の様な性能となっている。1992年から1998年にかけて120輌がロシア軍に納入された。現在は予備装備として保管されており、一部の車両は後述のT-90Mへと改修されている。
T-90K
指揮戦車型。

T-90S
輸出型。T-90Cと呼ばれることもあるが、これはキリル文字の「С」（エス）を似た形のラテン文字の「C」（シー）と勘違いしたものと思われる。
大量に輸出された相手国の例としては、インドがライセンス生産（後述）した分とは別に124両が輸出されたほか、アルジェリアにも185両が輸出。ベトナムには2019年時点でT-90SとSKを合わせて64両が輸出されている。T-90Sの市場価格は450万ドルと推定されている。
T-90SK
指揮戦車型。

T-90S ビーシュマ

改良型のT-90S戦車（オブイェークト188S）と呼ばれるタイプ。2001年にライセンス生産権を車輌製造企業｢ウラルワゴンザボド(UVZ)｣から購入した。「ビーシュマ（梵: भीष्‍म, IAST：Bhīṣma）」は古代インドの叙事詩『マハーバーラタ』に登場する射手で戦士である。
主砲を、51口径2A46M-4 125mm滑腔砲に換装し、9K119「レフレークス」の改良型である9K119M「レフレークスM」主砲発射式誘導ミサイルの運用が可能となっている。装甲はインド国産の複合装甲カンチャン・アーマーを採用。
フランスのタレス社とベラルーシの合弁企業が開発した熱線映像装置を備えた1A4GT  (IFCS)射撃管制装置に変更。移動中の射撃でも命中率が高い。自動装填装置システムも装備している。
エンジンはV-92-S2 V型12気筒液冷ターボチャージド・ディーゼルエンジン（出力1,000hp）に強化され、履帯もダブルピン型に換装している。

T-90M ビーシュマ
T-90M戦車（オブイェークト188SA）と呼ばれるタイプ。インドは2006年にT-90M戦車のライセンス生産権を獲得。
爆発反応装甲コンタークト5を採用し、暗視装置にフランスのタレス社製の「カテリンFC」夜間暗視システムを導入して夜間戦闘能力を向上させた。砲塔上にRWS（遠隔操作式の無人銃架）。
サーブ社製のLEDS-150 アクティブ防護システムや、インド国産のオートマチックトランスミッション、タレットの電気油圧スリップリングも採用した。

T-90A ウラジーミル

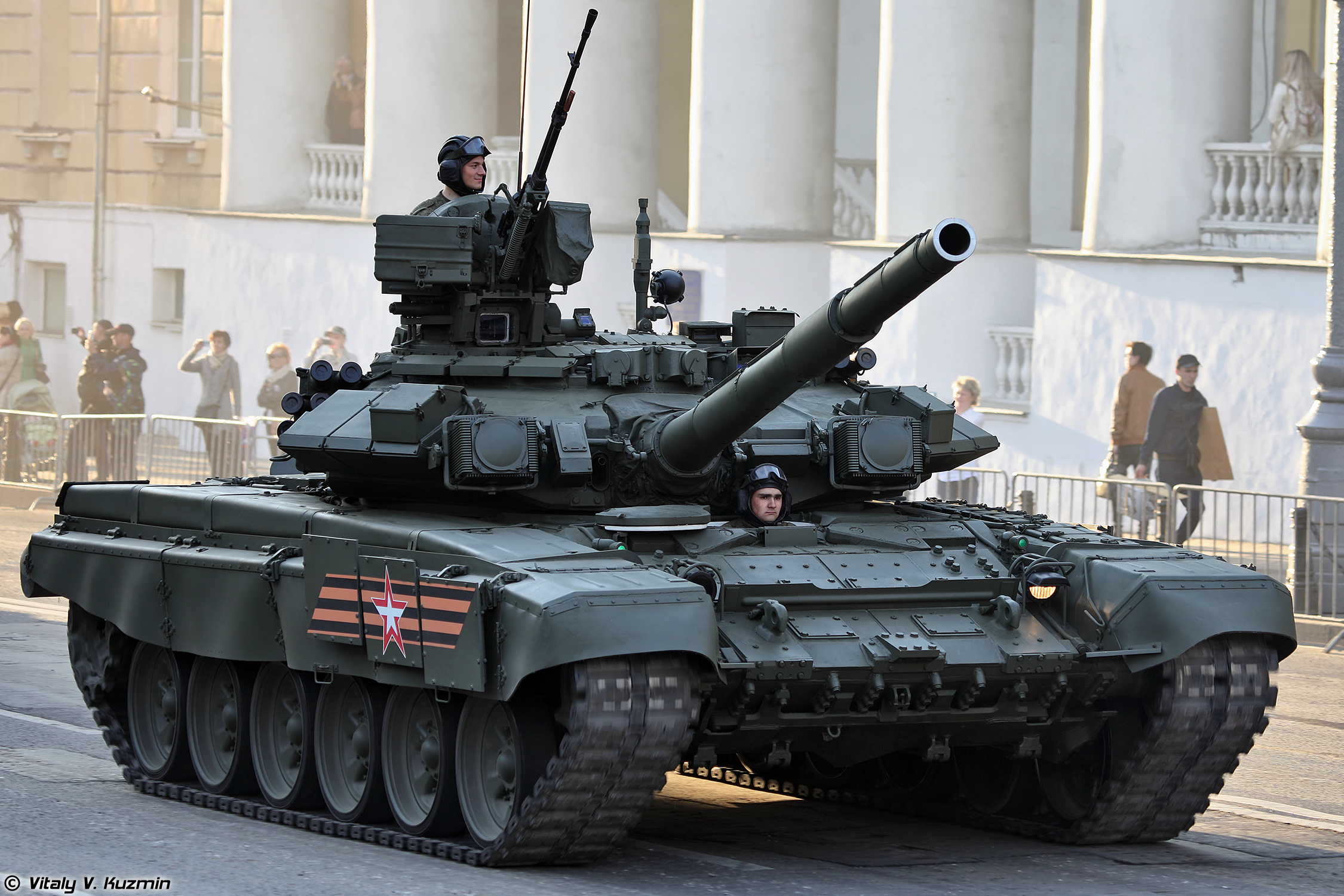
T-90A

T-90Sをロシア国内向けに改良した型。2004年にロシア連邦軍への導入契約が結ばれた。
最大の特徴はそれまでのロシア製戦車と異なり「ウラジーミル砲塔」と呼ばれる溶接砲塔を採用していることであり、砲塔内の複合装甲も改良したことで防護力が向上している。主砲は55口径125mm滑腔砲2A46M-5を装備し、エンジンはV-92S2（1,000馬力）エンジンに換装するなど、攻撃力・機動力の面も向上させている。
2011年までに369輌がロシア軍に納入された。
T-90AK
指揮戦車型。

T-90M
T-90AMとの表記もある。T-90Aに全周旋回式の車長用サイトを装備した試作型。

T-90MS
バスル部を設けた砲塔とRWS、アップグレードされた光学機器、レリークトとされる新型爆発反応装甲と車体後部がケージ装甲となったサイドスカートを有する。エンジンはV-92S2F（1130馬力）に強化され、変速装置もオートマチック・トランスミッションが採用されている。
現在、インドと交渉中である。
2020年6月、エジプト政府がT-90MS 500両をエジプト国内で製造する契約を締結したと伝えられた。エジプト陸軍は米国製のM1エイブラムスを多数導入しているが、T-90MS導入の理由として、エジプト海軍が保有するミストラル級強襲揚陸艦で輸送する場合に、重量のあるM1エイブラムスよりも軽量のT-90MSの方が有利であると考えられたためと伝えられている。
2025年2月には、ウクライナ侵攻での運用を踏まえて生存性強化を図ったモデルが公開されている。
- 側面
- 後部

T-90M プラルィヴ（Прорыв〈Proryv〉）

T-14用に開発された技術の多くが搭載されたT-90MSのロシア国内（ロシア連邦軍）向けアップグレードバージョン。上記のT-90Aに車長用サイトを装備した試作型である同名のT-90Mとは別の型。
主砲は従来と同じ2A46M-5を採用し、射撃統制装置として新型のカリーナを搭載している。T-14に使用されている2А82-1Мを搭載し、1000mmの均質圧延鋼装甲(RHA）を貫通するとされる劣化ウランの芯を持つ装弾筒付翼安定徹甲弾「ヴァクーム1」などを運用可能にする計画もあったが、数量の試作車が製作されたのみで中止となった。副武装には、遠隔操作式大口径（12.7 mm）機関銃「コルドMT」を搭載している。
メーカーの発表では爆発反応装甲はレリークトが採用され、ベースとなったモデルに比べてレーダーに検知されにくくなっているとされる他、エンジンはV-92S2F（1130馬力）を搭載し、オートマチックトランスミッションで変速し、レバー式から操縦桿式に変更され、時速70キロメートルで走行することが可能。
2021年8月、ロステックはT-90Mがロシア陸軍の実戦部隊に引き渡されたと発表した。
2022年9月には無傷の1輌がウクライナ軍に鹵獲され（前述）、車両内部とみられる写真が報道された。
投入初期は撃破が相次いだが2023年以降投入数の増加にも関わらず撃破ペースが著しく減少し、
これにはロシア軍全体の電子戦能力の上昇の他にT-90Mが間接射撃可能なことが要因である可能性がある。
2023年以降、 引き渡し中とみられる数十両の新造車が長距離列車で輸送されている映像が度々撮影されており、
T-90Mの生産が急ペースで拡大していることが窺える。

## 派生型
BREM-1M
装甲回収車（回収戦車）
MTU-90
架橋戦車
IMR-3
戦闘工兵車
BMR-3M
地雷処理戦車
BMPT
戦車支援戦闘車

## 採用国
- ロシア
- アルジェリア

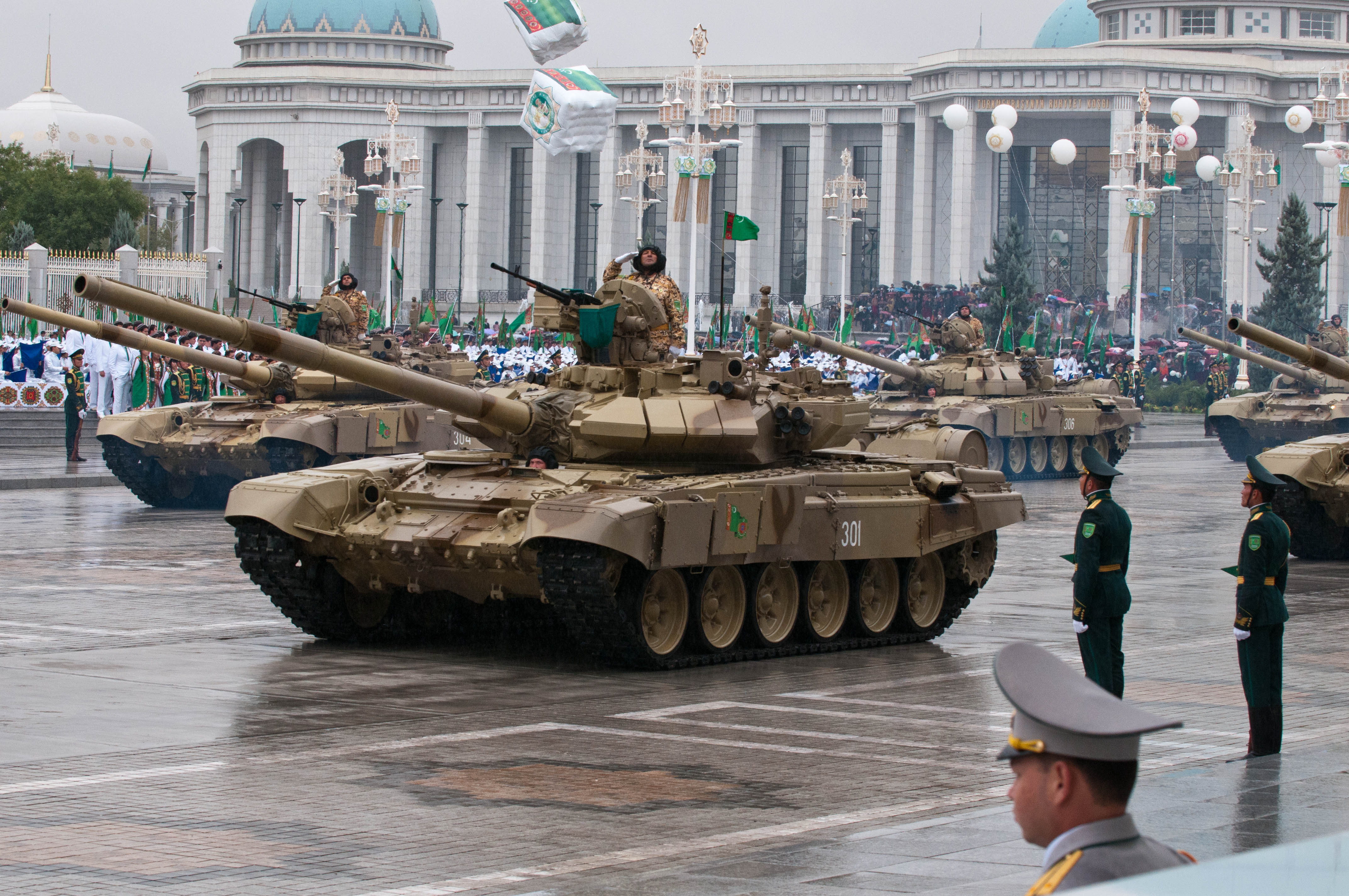
T-72UMGとともにパレードに参加したトルクメニスタン陸軍のT-90SA

- アゼルバイジャン - 2024年時点で、アゼルバイジャン陸軍が93両のT-90S主力戦車と9両のIMR-3M戦闘工兵車、11両のMTU-90M架橋戦車を保有[27]。
- アルメニア
- インド
- ウガンダ
- シリア[28]
- トルクメニスタン - 2024年時点で、トルクメニスタン陸軍が4両のT-90Sを保有[29]。
- ベトナム[30]
- イラク
- ウクライナ(ロシア軍から鹵獲したものを運用)[31]

## 登場作品

### 特撮
『ウルトラマンメビウス』
第48話に登場。モスクワに出現したインペライザーを包囲する。

### アニメ・漫画
『ガラスの花と壊す世界』
中盤に登場する「過去の地球の記録映像」の中に登場。
『とある魔術の禁書目録』
TVアニメ第3期第21話に登場。学園都市の警備員(アンチスキル)と交戦している。
『ライドンキング』
馬場康誌の漫画。第1話に登場し、プルチノフ大統領が過去に有形無形生物機械を問わず騎乗（ライドン）してきた様々な物の一つとして、T-90戦車が上がっている。この際、プルチノフはしっかりと車体の操縦手席に搭乗している。

### 小説
『小隊』（砂川文次）
北海道に侵攻したロシア連邦軍の戦車として登場。
『中国完全包囲作戦』（文庫名：『中国軍壊滅大作戦』）
紅軍の99式戦車と交戦する。
『米露開戦』
ロシア連邦軍がエストニアに侵攻する際に登場。

### ゲーム
『ARMA 2』
ロシア連邦軍の兵器として登場し、プレイヤーやAIが操作可能。
『Armored Warfare』
Shishkinルートのティア8にMBTとして登場。
『War Thunder』
2017年のエイプリルフールイベントにて登場。その後ソ連陸軍ツリーに正式追加。また2023年のアップデートでT-90Mが追加された他、イギリス陸軍ツリーにT-90Sビーシュマが追加された。
『エースコンバットシリーズ』
『エースコンバットX』
レサス軍が運用している。
『エースコンバットAH』
ロシア軍とNRF（新ロシア連邦）が運用している。
『エースコンバット7』
エルジア陸軍がT-72と共に運用している。
『コール オブ デューティシリーズ』
『CoD:MW3』
ヨーロッパ各地へ侵攻したロシア軍の戦車として登場。
『CoD:G』
連邦軍の車輌としてT-90MSが登場する。

『大戦略シリーズ』
ロシアなどの基本装備として組み込まれる。
『バトルフィールドシリーズ』
『BF2』
MECの兵器として登場し、プレイヤーやAIが操作可能。
『Project Reality（BF2）』
ロシア連邦軍の主力戦車(MBT)として登場する。装備はTVN-5・TO1-KO1の暗視装置2種、2A46M-5 125mm滑腔砲（3VBM17 APFSDS弾・3VBK25 HEAT弾・3VOF36 HE-FRAG弾）、9M119M対戦車ミサイル、PKT 7.62mm同軸機銃、Kord 6P51 NSV 12.7mm重機関銃、Tucha-2 81mmスモークランチャー。

『BF2MC』
EUの主力戦車として登場する。
『BFBC』
ロシア軍の主力戦車として登場する。
『BFBC2』
ロシア側の主力戦車として登場する。
『BF3』
キャンペーンではイラン軍の主力戦車として登場し、マルチプレイではロシア側の主力戦車として登場する。
『BF4』
ロシア側の主力戦車として登場。

『メタルサーガニューフロンティア』
プレイヤーが搭乗できる戦車の1輌として登場。